# نپیالا
نپیالا (به انگلیسی: Tapyala) یک منطقهٔ مسکونی در پاکستان است که در پنجاب واقع شده‌است. نپیالا ۲۴۱ متر بالاتر از سطح دریا واقع شده‌است.